# Ysabella
Ysabella é uma telenovela filipina produzida e exibida pela ABS-CBN, cuja transmissão ocorreu em 2008.

## Elenco
- Judy Ann Santos - Ysabella "Ysay" Fabregas[2]
- Ryan Agoncillo - Andrew Amarillo
- Derek Ramsay - Mito Valenzuela
- Coney Reyes - Victoria Amarillo
- Gina Pareño - Trinidad "Trining" Mendoza
- Rosanna Roces - Rosario Cuenca
- Desiree Del Valle - Cristina Mancado
- Aiza Seguerra - Alex Mendoza
- Valeen Montenegro - Lima Amarillo
- Megan Young - Jordan Valenzuela
- Jason Abalos - Reno
- Devina DeDiva - Phuket
- Kat Alano - Georgia Rodriguez
- Perla Bautista - Lupe